# Prefektura papežského domu
Prefektura papežského domu má na starosti papežskou domácnost, oddělení Římské kurie, které zahrnuje papežskou kapli (it. Cappella Pontificia) a papežskou rodinu (it. Famiglia Pontificia).
Byla vyžádána Pavlem VI. apoštolskou konstitucí Regimini Ecclesiae universae z roku 1967, zřízena motem proprio Pontificalis Domus v následujícím roce a upravena články 180 a 181 apoštolské konstituce Pastor Bonus.
Je tvořena všemi osobami, kteří mají přímý vztah s osobou papeže v papežském paláci, nebo když je v Římě nebo v jiných italských městech. Jeho kancelář se také stará se o papežské ceremonie, s výjimkou přísně liturgické části, která se spadá pod Úřad pro papežské bohoslužby.
Prefektura žádá o veřejné a soukromé audience podle okolností, někdy se souhlasem Státního sekretariátu.

## Pořadí prefektů

### Seznam „komorníků“
- Prospero Colonna di Sciarra (1740–1743)
- Giovanni Battista Rezzonico (...–1766)
- Scipione Borghese (23. července 1766 – 16. prosince 1771 odstoupil)

...
- Vincenzo Maria Altieri 1776–1780
- Romoaldo Braschi-Onesti 1780–1786
- Filippo Lancellotti 1786–1794
- Giovanni Gallarati Scotti (19. srpna 1800 – 23. února 1801 odstoupil)
- uprázdněno
- Agostino Rivarola (1816–1817)
- Antonio Frosini (1817–1823)
- Giovanni Marazzani Visconti (1823–1828)
- Domenico De Simone (1828–1830)
- Luigi Del Drago (1830–1831)
- Francesco Maria Pandolfi Alberici (1831–1832)
- Costantino Patrizi Naro (1832–1836)
- Adriano Fieschi (1836–1838)
- Francesco Saverio Massimo (1838–1842)
- Francesco de' Medici di Ottaiano (1842–1847)
- Carlo Luigi Morichini (1847–1848)
- Giacomo Antonelli (1848–1856)
- Edoardo Borromeo (1856–1868)
- Bartolomeo Pacca il Giovane (1868–1875)
- uprázdněno (1875–1876)
- Giovanni Simeoni (1876–1878)
- Alessandro Franchi (1878–1878)
- Lorenzo Nina (1878–1880)
- Augusto Theodoli (1880–1886)
- Luigi Macchi (1886–1889)
- Fulco Luigi Ruffo-Scilla (1889–1891)
- Francesco Salesio Della Volpe (1891–1901)
- Ottavio Cagiano de Azevedo (1901–1905)
- Gaetano Bisleti (1905–1911)
- Vittorio Amedeo Ranuzzi de' Bianchi (1911–1916)
- Giovanni Tacci Porcelli (1916–1921)
- Camillo Caccia Dominioni (1921–1935)
- Federico Callori di Vignale (1958–1965)

...

### Seznam prefektů papežského domu
- Mario Nasalli Rocca di Corneliano (1967–1969)
- Jacques-Paul Martin (9. dubna 1969 – 18. prosince 1986 pensionován)
- Dino Monduzzi (18. prosince 1986 – 7. února 1998 pensionován)
- James Michael Harvey (7. února 1998 – 23. listopadu 2012 jmenován arciknězem Baziliky sv. Pavla za hradbami)
- Georg Gänswein, od 7. prosince 2012

## Pořadí sekretářů papežského domu
- Dino Monduzzi (15. srpna 1967 – 1969 jmenován regentem)

## Pořadí regentů papežského domu
- Dino Monduzzi (1969 – 18. prosince 1986 jmenován prefektem téhož dikasteria)
- Leonardo Sandri (22. srpna 1991 – 2. dubna 1992 jmenován poradcem pro obecné záležitosti Státního sekretariátu)
- Paolo De Nicolò (10. března 1994 – 4. srpna 2012 pensionován)
- Leonardo Sapienza, od 4. srpna 2012